# Berijpte schotelkorst
Berijpte schotelkorst (Lecanora subcarpinea) is een korstmos behorend tot de familie Lecanoraceae. Hij komt voor op bomen en leeft in symbiose met de alg Trebouxia.

## Determinatie

### Uiterlijke kenmerken
Berijpte schotelkorst is een korstvormig korstmos. Het thallus heeft een witachtig tot grijze kleur. Het oppervlak is vlak, maar meestal in opgedeeld in kleinere aerolen. De apotheciën zijn rond tot hoekig en hebben een diameter van 0,8 tot 2,3 mm.
De soort heeft de volgende kleurreacties: 
- thallus: K+ (geel), C+ (helder citroengeel)
- schijf van apothecia: C+ (helder citroengeel)
- apotheciumrand: P+ (geel)

### Microscopische kenmerken
Het hymenium is kleurloos en heeft een hoogte van 50 tot 80 µm. De parafysen zijn enigszins verdikt aan de top (tot 2,5 µm). De asci zijn 8-sporig, zeer dunwandig en reageert met K/I+ blauw. De ascosporen zijn eencellig, hyaliene, breed ellipsoïde en meten 10-13(-14) × 5,5-8 µm.

## Verspreiding
Berijpte schotelkorst komt voor in Europa.  In Nederland is het een zeldzame soort. Hij staat niet op rode lijst en is niet bedreigd.